# Вибійні бурові двигуни

Вибійні бурові двигуни — для буріння нафтових і газових свердловин застосовують гідравлічні та електричні вибійні двигуни, які перетворюють відповідно гідравлічну енергію промивальної рідини або електричну енергію в механічну на вихідному валу двигуна.

## Різновиди

### Гідравлічні вибійні двигуни
- Гідравлічні вибійні двигуни випускають двох типів:

1) гідродинамічної дії — турбобури;
2) гідростатичної дії — гвинтові вибійні двигуни.
Випускаються чотири види гідравлічних вибійних двигунів:
– турбінні вибійні двигуни (турбобури) різного конструктивного виконання (Т); — гвинтові вибійні двигуни типу Д (ГВД); — турбінно-гвинтові вибійні двигуни (ТГВД); — агрегати РТБ (реактивно-турбінні бури і роторно-турбінні бури), що комплектуються серійними турбінними або гвинтовими вибійними двигунами.
1. Турбінні вибійні двигуни (турбобури) (Т):
– односекційні бесшпиндельні типу Т12; — односекційні бесшпиндельні уніфіковані типу ТУ-К; — секційні бесшпиндельні типу ТЗ; — секційні шпиндельні уніфіковані типу ТСШ1; 2Т-К ;ЗТ-К; — секційні шпиндельні для буріння алмазними долотами типу ТСША; — секційні шпиндельні з похилою лінією тиску, зі ступенями гідродинамічного гальмування типу АГТШ; — з плаваючими статорами типу ТПС; — редукторні типу ТР; — турбінні відхилювачі типу ТО; — турбобури-відхилювачі з незалежною підвіскою валів турбінної секції типу ТО2; — шпиндель-відхилювач типу ШО1; — для відбору зразків порід (керну) — колонкові турбодолота типу КТД; — керноприймальний пристрій типу УКТ.
'2 . Гвинтові вибійні двигуни (ГВД):' — односекційні типу Д, Д1; — секційні типу ДС, Д3; — секційні з порожнистим ротором, з торсіоном типу Д2, ДГ.
3. Турбінно-гвинтові вибійні двигуни (ТГВД):
– модульні турбінно-гвинтові низькообертові двигуни типу ТНВ; — універсальні типу ТПС-У; — уніфіковані модульні типу 2ТУ-КД.
4 . Роторно-турбінні й реактивно-турбінні бури типу РТБ: — роторно-турбінні бури типу ІРТБ; — реактивно-турбінні бури типу ІІРТБ.
Турбінні вибійні двигуни (турбобури) випускаються з турбінами: — металевими суцільнолитими (відливання в земляні форми); — металевими, складовими точного лиття (ТЛ); — пластмасовими, складовими (металеві маточини (рос.– ступиці) і пластмасові проточні частини);
з опорами: — ковзання (резинометалевими); — кочення (кульовими, у тому числі як з ущільненнями, так і без них — проточні).

### Електричні вибійні двигуни
Електричні вибійні двигуни називаються електробурами.
Електробур – це вибійний буровий двигун, який перетворює електричну енергію в механічну на вихідному валу. Електробур складається з електродвигуна, шпинделя і системи захисту цих механізмів від проникнення промивальної рідини.
Електродвигун являє собою високовольтну, трифазну, асинхронну маслозаповнену машину з короткозамкнутим ротором. Він монтується в трубних секціях, з'єднаних одна з одною з допомогою конічної різьби.